# 福田镇 (博罗县)
福田镇，是中华人民共和国广东省惠州市博罗县下辖的一个乡镇级行政单位。

## 行政区划
福田镇下辖以下地区：
福田社区、坳岭村、徐田村、山下村、荔枝墩村、横溪头村、依岗村、福田村、鸡公坑村、营盘下村、周袁村、马田村、围岭村、联和村、莲塘岗村、石巷村、柿树下村和道姑田村。